# Утухенгаль
Утухенгаль — царь Урука, царь Шумера и Аккада, правивший приблизительно в 2112—2104 годах до н. э. Утухенгаль был единственным представителем V династии Урука. Происходил из простонародья; по преданию был сыном вялильщика рыбы.

## Правление
Первоначально Утухенгаль, по-видимому, правил под гутийским руководством. Своим возвышением он был обязан освободительной войне против гутиев, в чьей власти тогда находилась вся Месопотамия и родной город Утухенгаля, Урук. Воспользовавшись сменой гутийских правителей, Утухенгаль поднял всеобщее восстание. В надписи-поэме, составленной от его имени, рассказывается, что своим решением пойти войной на гутиев тот «обрадовал граждан Урука и Кулаба, город его, как один человек, встал за ним». Он изгнал наместников гутийского царя Тирикана в Шумере, аккадца Наби-Энлиля (букв. «Названный Энлилем») и шумерийца Ур-Ниназу (букв. «Почитатель Ниназу»).

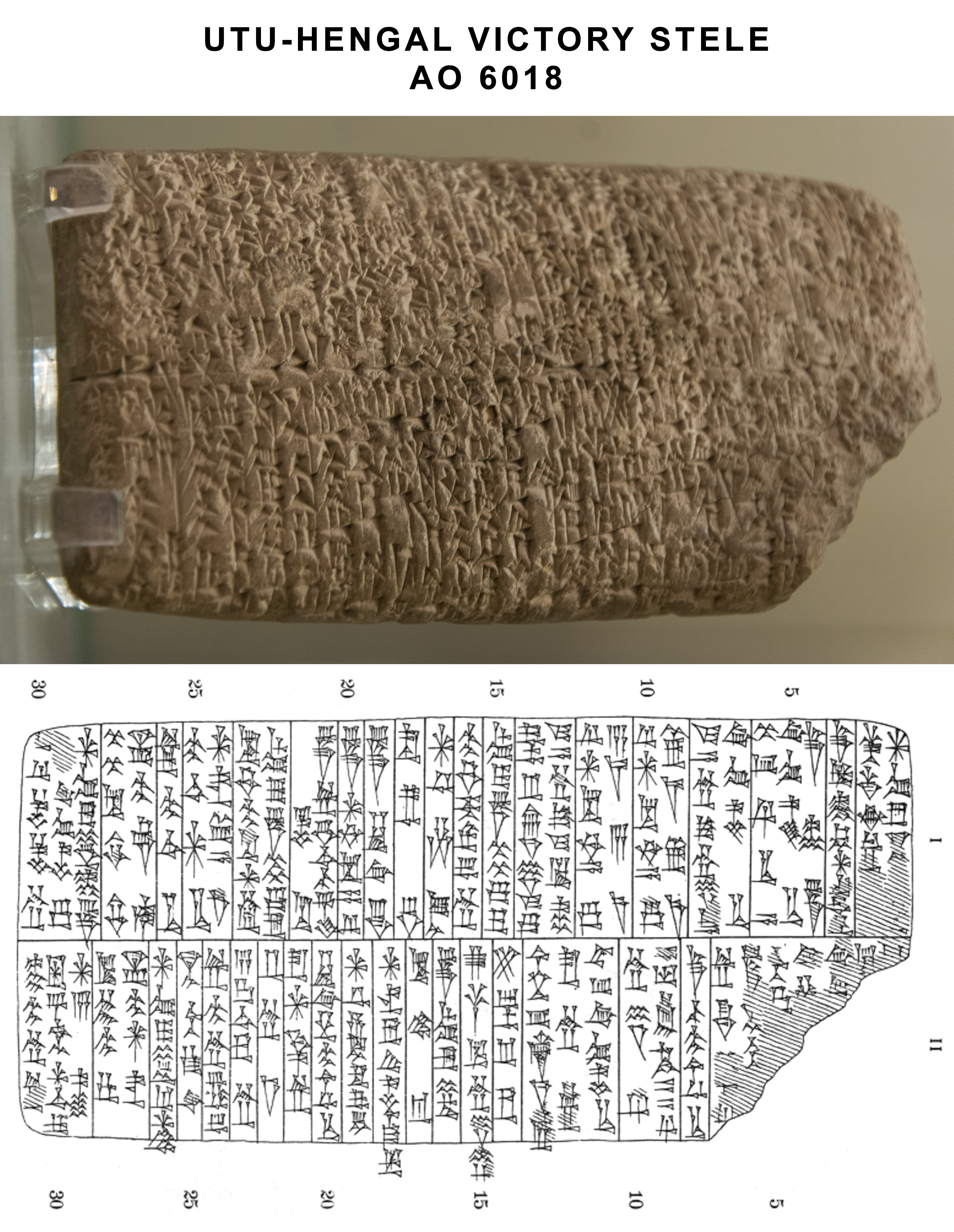
Победная стела Утухенгаля (фотография и транскрипция аверса). Коллекция Лувра (AO 6018)

После этого он сразился с гутиями. Войско Утухенгаля одержало победу, Тирикан с поля битвы «убежал один, пешком». Он спрятался в селении Дубрум с женой и сыном, но жители выдали его, и он был казнён. Согласно легенде, Тирикан успел процарствовать всего сорок дней. Вот как об этом повествует надпись:

«Гутия, дракона горы, врага богов, унесшего в горы царство Шумера, наполнившего Шумер враждой, похитившего у супруга супругу и у родителей их детей… Энлиль, царь стран, послал Утухегаля, сильного мужа, царя Урука, царя четырёх стран, царя, слово которого не имеет равного, сокрушить его (то есть Гутия). Он отправился к своей госпоже Иннане и помолился ей: „О владычица, львица битвы, прекрасная видом в странах, Энлиль послал меня восстановить царство Шумера и его независимость, будь мне опорой“… Тирикан, царь Гутия, изрек надменно: „Никто не устоит передо мной“. Он овладел всем Тигром до берега моря, до Нижнего Шумера…» Далее повествуется о жертвоприношениях царя в храмах Урука и других городов воззваниях к жителям и своем послании. Наконец, после поражения «…Тирикан убежал один пешком. Его возница убежал в Дубрум. Жители Дубрума, зная что Утухегаль — царь, которому Энлиль дал силу, не оказали ему помощи… Тирикан пал к его ногам, а он поставил на него свою ногу.»
Так Утухенгаль вернул царство и независимость Шумеру.

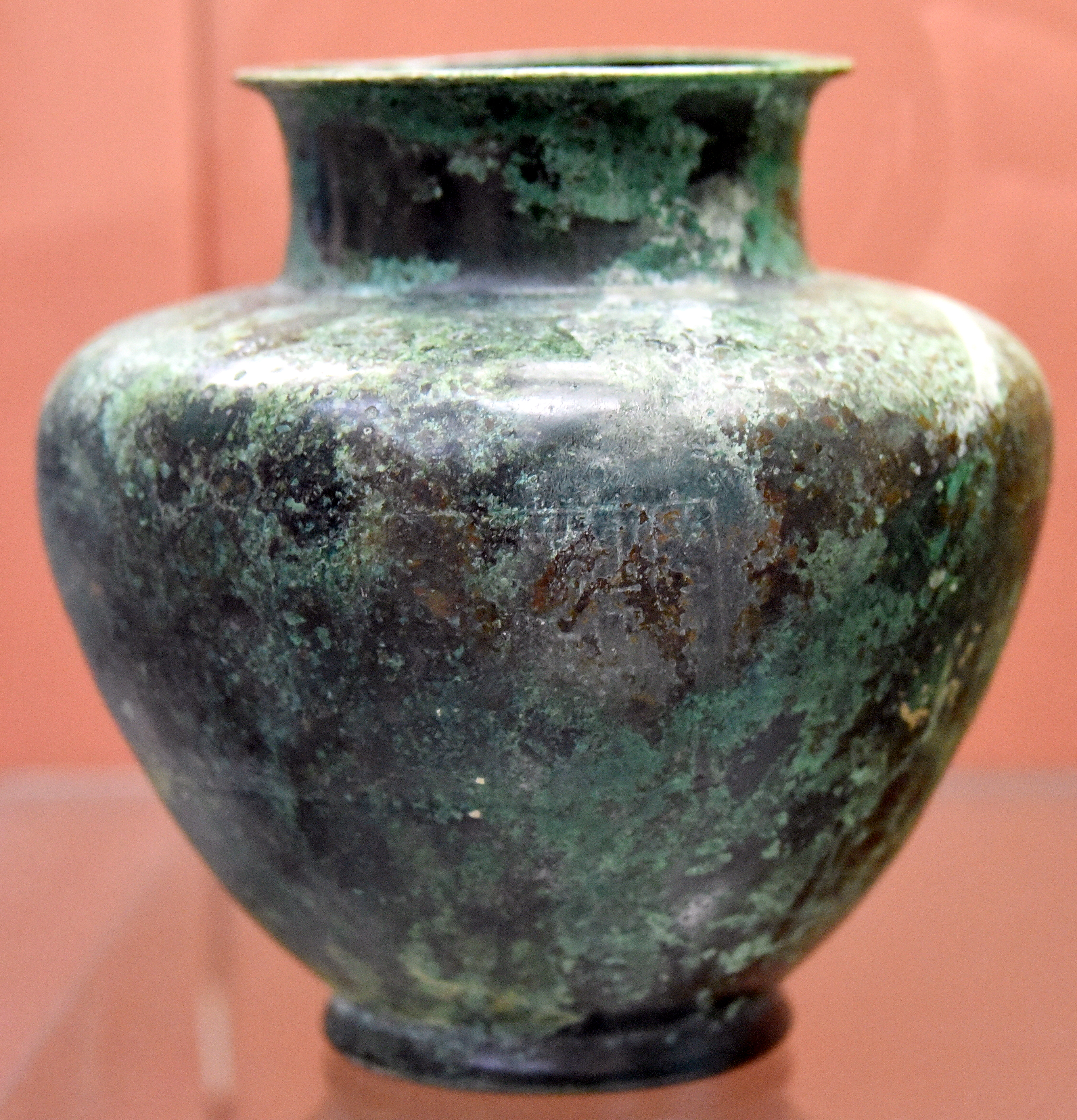
Бронзовая ваза Утухенгаля. Надпись на вазе гласит: «Утухенгаль, сильный муж, царь Урука, царь четырех сторон света». Британский музей

Значительно более поздний источник объяснял поражение Тирикана неблагоприятным для того предзнаменованием — лунным затмением. Вероятно, речь идёт о затмении 2109 года до н. э., хотя использовать данный факт для датировки следует с осторожностью.
После победы над кутиями Утухенгаль легко объединил под своей властью все Двуречье, став таким образом царём Шумера и Аккада и даже принял титул «царь четырёх сторон света», напоминавший о погибшей Аккадской державе.
Во время правления Утухенгаля между энси Лагаша Наммахани и «мужем города Ура» (очевидно, Ур-Намму) возник земельный спор. Дело в том, что ещё в правление гутиев, воспользовавшись смутным временем, тогдашний энси Ура Лусага расширил свои границы за счёт лагашской территории. Теперь Наммахани стал добиваться возврата захваченных земель. Этот спор стал настолько острым, что потребовалось вмешательство царя Урука и всего Шумера Утухенгаля. Утухенгаль решил спор в пользу Лагаша и 7-й год своего правления прислал землемера для проведения границы между Лагашем и Уром, в результате чего конфликт только усилился.
Однако блестяще начавшееся царствование Утухенгаля плохо закончилось. По данным поздней жреческой хроники, когда он осматривал строящийся канал, под ним обрушилась глыба земли, он упал в воду и утонул, а царство его перешло к Ур-Намму. Есть мнение, что на самом деле он был утоплен. Хроника объясняет такой его конец его преступлениями против Вавилона и его бога Мардука.

«Утухенгаль, рыбак, поймал рыбу на берегу моря для подношения. Рыба не должна быть поднесена никакому другому богу, пока не была поднесена Мардуку, но гутии отняли вареную рыбу из его рук, прежде чем она была предложена. Своей царственной волей Мардук изъял силу гутиев из его земли и отдал её Утухенгалю. Утухенгаль, рыбак, совершил преступные деяния против города Мардука, поэтому река унесла его труп.»
Согласно Царскому списку правил Утухенгаль семь с половиной лет. Сохранилось название всего одной датировочной формулы этого царя, а именно первой «Год, когда Утухенгаль [стал] царём».
| V династия Урука  |                                                                                              |                              |
| Предшественник: — | царь Урука, царь Шумера и Аккада ок. 2112 — 2104 до н. э. (правил 7 лет, 6 месяцев, 15 дней) | Преемник: захвачено Ур-Намму |